# Liberty Bowl
The Liberty Bowl is an annual American college football bowl game played in late December or early January since 1959. For its first five years, it was played at Philadelphia Municipal Stadium in Philadelphia before being held at Atlantic City (New Jersey) Convention Hall in 1964. Since 1965, the game has been held at Simmons Bank Liberty Stadium in Memphis, Tennessee. Because of the scheduling of the bowl game near the end of the calendar year, no game was played during calendar years 2008 or 2015, while two games were played in calendar years 2010 and 2016.

## Historia
A. F. "Bud" Dudley, ex-director atlético de la universidad de Villanova, creó el Liberty Bowl en Filadelfia en 1959. El partido se jugaba en el Philadelphia's Municipal Stadium. Era el único partido que se jugaba a bajas temperaturas en aquellos años, y con poa asistencia. El primer partido fue el más exitoso de los cinco que se jugaron en Filadelfia, donde asistieron 38 000 espectadores para ver a Penn State vencer a Alabama 7–0 en 1959.

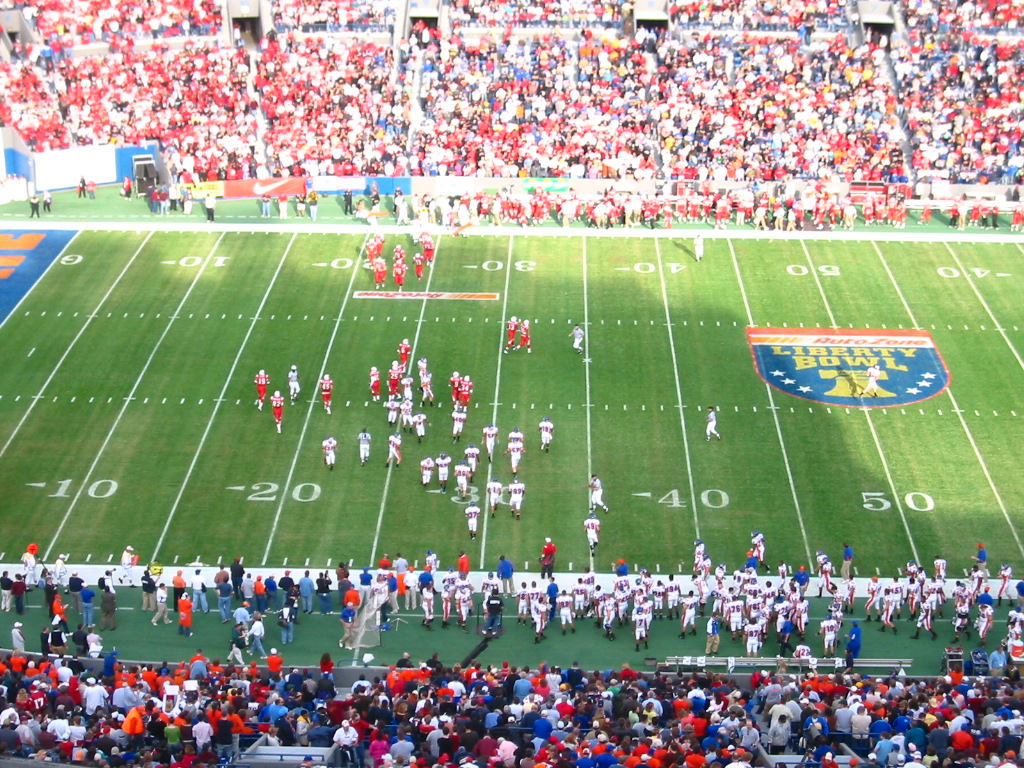
Boise State vs. Louisville en la edición de 2004 en Memphis, Tennessee.

Un grupo de empresarios de Atlantic City convencieron a Dudley de mover el partido de Philadelphia a Atlantic City para 1964 y a cambio Dudley recibió 25 000. $ Se convirtió en el primer bowl de la Division I que se jugó bajo techo. El AstroTurf estaba en planes de desarrollo y no quedó disponible pata el partido. El Convention Hall fue equipado con una superficie de césped de 2mm para cubrir la superficie original de concreto. Para que el césped continuara creciendo, se instaló iluminación artificial que funcionaba las 24 horas del día. Todo el proceso costó 16 000. $ La zona de gol solo era de 8 yardas de largo, cuando la regla estipula que deben ser 10 yardas. 6059 aficionados vieron a Utah vencer a West Virginia 32–6. Dudley recibió un pago de 25 000 $ de los empresarios de Atlantic City, 60 000 $ por la entrada, y 95 000 $ por derechos de televisión, además de 10 000 $ libres de impuestos.
En 1965 Dudley movió el partido a Memphis, Tennessee al Memphis Memorial Stadium con mayor capacidad; y fue renombrado Liberty Bowl Memorial Stadium en 1975. Habiendo formado parte de los partidos desde 1959, el bowl se estableció a sí miso como uno de los más viejos que no forman parte de los New Year's Six bowls.

## Resultados
Las primeras cinco ediciones (1959–1963) se jugaron en Filadelfia, Pensilvania. En 1964 se jugó en Atlantic City, New Jersey. Desde 1965 se juega en Memphis, Tennessee.
| Fecha      | Campeón           | Campeón | Finalista         | Finalista | Asistencia |
| ---------- | ----------------- | ------- | ----------------- | --------- | ---------- |
| 19-12-1959 | 12 Penn State     | 7       | 10 Alabama        | 0         | 36 211     |
| 20-12-1960 | 16 Penn State     | 41      | Oregon            | 12        | 16 624     |
| 16-12-1961 | 14 Syracuse       | 15      | Miami (Florida)   | 14        | 15 712     |
| 15-12-1962 | Oregon State      | 6       | Villanova         | 0         | 17 048     |
| 21-12-1963 | Mississippi State | 16      | NC State          | 12        | 8309       |
| 19-12-1964 | Utah              | 32      | West Virginia     | 6         | 6059       |
| 18-12-1965 | Ole Miss          | 13      | Auburn            | 7         | 38 607     |
| 10-12-1966 | 9 Miami (Florida) | 14      | Virginia Tech     | 7         | 39 101     |
| 16-12-1967 | NC State          | 14      | Georgia           | 7         | 35 045     |
| 14-12-1968 | Ole Miss          | 34      | Virginia Tech     | 17        | 46 206     |
| 13-12-1969 | Colorado          | 47      | Alabama           | 33        | 50 042     |
| 12-12-1970 | Tulane            | 17      | Colorado          | 3         | 44 640     |
| 20-12-1971 | 9 Tennessee       | 14      | 18 Arkansas       | 13        | 51 410     |
| 18-12-1972 | Georgia Tech      | 31      | Iowa State        | 30        | 50 021     |
| 17-12-1973 | 16 NC State       | 31      | 19 Kansas         | 18        | 50 011     |
| 16-12-1974 | Tennessee         | 7       | 10 Maryland       | 3         | 51 284     |
| 22-12-1975 | USC               | 20      | 2 Texas A&M       | 0         | 52 129     |
| 20-12-1976 | 16 Alabama        | 36      | 7 UCLA            | 6         | 52 736     |
| 19-12-1977 | 12 Nebraska       | 21      | 14 North Carolina | 17        | 49 456     |
| 23-12-1978 | 18 Missouri       | 20      | LSU               | 15        | 53 064     |
| 22-12-1979 | Penn State        | 9       | 15 Tulane         | 6         | 50 021     |
| 27-12-1980 | 16 Purdue         | 28      | Missouri          | 25        | 35 667     |
| 30-12-1981 | 15 Ohio State     | 31      | Navy              | 28        | 43 216     |
| 29-12-1982 | Alabama           | 21      | Illinois          | 15        | 54 123     |
| 29-12-1983 | Notre Dame        | 19      | 13 Boston College | 18        | 47 071     |
| 27-12-1984 | 16 Auburn         | 21      | Arkansas          | 15        | 50 180     |
| 27-12-1985 | Baylor            | 21      | 12 LSU            | 7         | 40 186     |
| 29-12-1986 | Tennessee         | 21      | Minnesota         | 14        | 51 327     |
| 29-12-1987 | 15 Georgia        | 20      | Arkansas          | 17        | 53 249     |
| 28-12-1988 | Indiana           | 34      | South Carolina    | 10        | 39 210     |
| 29-12-1989 | Ole Miss          | 42      | Air Force         | 29        | 60 128     |
| 27-12-1990 | Air Force         | 23      | 24 Ohio State     | 11        | 39 262     |
| 29-12-1991 | Air Force         | 38      | Mississippi State | 15        | 61 497     |
| 31-12-1992 | 20 Ole Miss       | 13      | Air Force         | 0         | 32 107     |
| 28-12-1993 | 25 Louisville     | 18      | Michigan State    | 7         | 34 216     |
| 31-12-1994 | Illinois          | 30      | East Carolina     | 0         | 33 280     |
| 30-12-1995 | East Carolina     | 19      | Stanford          | 13        | 47 398     |
| 27-12-1996 | 23 Syracuse       | 30      | Houston           | 17        | 49 163     |
| 31-12-1997 | Southern Miss     | 41      | Pittsburgh        | 7         | 50 209     |
| 31-12-1998 | 10 Tulane         | 41      | BYU               | 27        | 52 192     |
| 31-12-1999 | 16 Southern Miss  | 23      | Colorado State    | 17        | 54 866     |
| 29-12-2000 | 23 Colorado State | 22      | 22 Louisville     | 17        | 58 302     |
| 31-12-2001 | 23 Louisville     | 28      | 19 BYU            | 10        | 58 968     |
| 31-12-2002 | TCU               | 17      | 23 Colorado State | 3         | 55 207     |
| 31-12-2003 | 25 Utah           | 17      | Southern Miss     | 0         | 55 989     |
| 31-12-2004 | 7 Louisville      | 44      | 10 Boise State    | 40        | 58 355     |
| 31-12-2005 | Tulsa             | 31      | Fresno State      | 24        | 54 894     |
| 29-12-2006 | South Carolina    | 44      | Houston           | 36        | 56 103     |
| 29-12-2007 | Mississippi State | 10      | Central Florida   | 3         | 63 816     |
| 2-1-2009   | Kentucky          | 25      | East Carolina     | 19        | 56 125     |
| 2-1-2010   | Arkansas          | 20      | East Carolina     | 17 (t.e.) | 62 742     |
| 31-12-2010 | Central Florida   | 10      | Georgia           | 6         | 51 231     |
| 31-12-2011 | Cincinnati        | 31      | Vanderbilt        | 24        | 57 103     |
| 31-12-2012 | Tulsa             | 31      | Iowa State        | 17        | 53 687     |
| 31-12-2013 | Mississippi State | 44      | Rice              | 7         | 57 846     |
| 29-12-2014 | 'Texas A&M'       | 45      | West Virginia     | 37        | 51 282     |
| 2-1-2016   | 'Arkansas'        | 45      | Kansas State      | 23        | 61 136     |
| 30-12-2016 | 'Georgia'         | 31      | TCU               | 23        | 51 087     |
| 30-12-2017 | 'Iowa State'      | 21      | 18 Memphis        | 20        | 57 266     |
| 31-12-2018 | Oklahoma State    | 38      | 24 Missouri       | 33        | 51 587     |
| 31-12-2019 | 21 Navy           | 20      | Kansas State      | 17        | 50 515     |
| 31-12-2020 | West Virginia     | 24      | Army              | 21        | 8187       |
| 28-12-2021 | Texas Tech        | 34      | Mississippi State | 7         | 48 615     |

- Fuente:[7][8]: 69, 72

## Participaciones

### Por Equipo
| #   | Equipo            | Partidos | Record |
| --- | ----------------- | -------- | ------ |
| T1  | Mississippi State | 5        | 3–2    |
| T1  | Arkansas          | 5        | 2–3    |
| T3  | Ole Miss          | 4        | 4–0    |
| T3  | Louisville        | 4        | 3–1    |
| T3  | Air Force         | 4        | 2–2    |
| T3  | Alabama           | 4        | 2–2    |
| T3  | Georgia           | 4        | 2–2    |
| T3  | East Carolina     | 4        | 1–3    |
| T9  | Tennessee         | 3        | 3–0    |
| T9  | Penn State        | 3        | 3–0    |
| T9  | NC State          | 3        | 2–1    |
| T9  | Southern Miss     | 3        | 2–1    |
| T9  | Tulane            | 3        | 2–1    |
| T9  | Colorado State    | 3        | 1–2    |
| T9  | Iowa State        | 3        | 1–2    |
| T9  | Missouri          | 3        | 1–2    |
| T9  | West Virginia     | 3        | 1–2    |
| T18 | Syracuse          | 2        | 2–0    |
| T18 | Tulsa             | 2        | 2–0    |
| T18 | Utah              | 2        | 2–0    |
| T18 | Auburn            | 2        | 1–1    |
| T18 | Colorado          | 2        | 1–1    |
| T18 | Illinois          | 2        | 1–1    |
| T18 | Miami (Florida)   | 2        | 1–1    |
| T18 | Navy              | 2        | 1–1    |
| T18 | Ohio State        | 2        | 1–1    |
| T18 | South Carolina    | 2        | 1–1    |
| T18 | TCU               | 2        | 1–1    |
| T18 | Texas A&M         | 2        | 1–1    |
| T18 | UCF               | 2        | 1–1    |
| T18 | BYU               | 2        | 0–2    |
| T18 | Houston           | 2        | 0–2    |
| T18 | Kansas State      | 2        | 0–2    |
| T18 | LSU               | 2        | 0–2    |
| T18 | Virginia Tech     | 2        | 0–2    |

Equipos con una sola aparición
- Ganaron (12): Baylor, Cincinnati, Georgia Tech, Indiana, Kentucky, Nebraska, Notre Dame, Oklahoma State, Oregon State, Purdue, Texas Tech, USC
- Perdieron (17): Army, Boise State, Boston College, Fresno State, Kansas, Maryland, Memphis, Michigan State, Minnesota, North Carolina, Oregon, Pittsburgh, Rice, Stanford, UCLA, Vanderbilt, Villanova
- Fuente:[8]: 71

### Por Conferencia
| Conferencia    | Record | Record | Record | Record | Apariciones                                                      | Apariciones |
| Conferencia    | J      | G      | P      | Ganaron | Perdieron                                                        |             |
| -------------- | ------ | ------ | ------ | --- | ---------------------------------------------------------------- | ----------- |
| SEC            | 31     | 20     | 11     | 1963, 1965, 1968, 1971, 1974, 1976, 1982, 1984, 1986, 1987, 1989, 1992, 2006, 2007, 2008*, 2009*, 2013, 2014, 2015*, 2016 | 1959, 1965, 1967, 1969, 1978, 1985, 1991, 2010, 2011, 2018, 2021 |             |
| Independientes | 22     | 11     | 11     | 1959, 1960, 1961, 1962, 1966, 1970, 1972, 1979, 1983, 1993, 1995                                                          | 1960, 1961, 1962, 1966, 1968, 1979, 1981, 1983, 1988, 1994, 2020 |             |
| C-USA          | 17     | 9      | 8      | 1997, 1998, 1999, 2001, 2002, 2004, 2005, 2010, 2012                                                                      | 1996, 2000, 2003, 2006, 2007, 2008*, 2009*, 2013                 |             |
| Big 12         | 9      | 4      | 5      | 2017, 2018, 2020, 2021 | 2012, 2014, 2015*, 2016, 2019                                    |             |
| Big Ten        | 8      | 4      | 4      | 1980, 1981, 1988, 1994 | 1982, 1986, 1990, 1993                                           |             |
| WAC            | 8      | 3      | 5      | 1964, 1990, 1991 | 1989, 1992, 1998, 2004, 2005                                     |             |
| Big Eight      | 7      | 3      | 4      | 1969, 1977, 1978 | 1970, 1972, 1973, 1980                                           |             |
| The American   | 5      | 3      | 2      | 1996, 2011, 2019 | 1997, 2017                                                       |             |
| ACC            | 5      | 2      | 3      | 1967, 1973 | 1963, 1974, 1977                                                 |             |
| Mountain West  | 5      | 2      | 3      | 2000, 2003 | 1999, 2001, 2002                                                 |             |
| SWC            | 5      | 1      | 4      | 1985 | 1971, 1975, 1984, 1987                                           |             |
| Pac-10         | 3      | 1      | 2      | 1975 | 1976, 1995                                                       |             |
| SoCon          | 1      | 0      | 1      | | 1964                                                             |             |

- Partidos marcados con asterísco (*) se jugaron en enero del año siguiente.
- Los récords reflejan a los equipos que estaban en esa conferencia en aquellos años.
- La edición de 1965 enfrentó a dos equipos de la SEC. Dos equipos independientes se enfrentaron en varias ocasiones.
- Conferencias difuntas o inactivas en la FBS aparecen en cursiva.
- La actual Pac-12 Conference aparece cuando fue la Pac-8 o Pac-10.
- El récord de American's incluye apariciones del Big East Conference debido a que The American retiene el nombre original de Big East tras el reagrupamiento de 2013. Los equipos del anterior Big East aparecieron en tres partidos, récord de 2–1.
- Apariciones independientes: Army (2020), Boston College (1983), East Carolina (1994, 1995), Georgia Tech (1972), Louisville (1993), Miami (FL) (1961, 1966), Navy (1981), Notre Dame (1983), Oregon (1960), Oregon State (1962), Penn State (1959, 1960, 1979), South Carolina (1988), Syracuse (1961), Tulane (1970, 1979), Villanova (1962), VPI (1966, 1968).
- VPI es conocido actualmente como Virginia Tech.
- Cada miembro del SEC ha tenido participación en el partido excepto Florida. 44 de los 64 actuales miembros de la Power Five conferences han participado en el juego.

## Jugador Más Valioso
| Año  | MVP               | Equipo            | Posición |
| ---- | ----------------- | ----------------- | -------- |
| 1959 | Jay Huffman       | Penn State        | C        |
| 1960 | Dick Hoak         | Penn State        | RB       |
| 1961 | Dick Easterly     | Syracuse          | RB       |
| 1962 | Terry Baker       | Oregon State      | QB       |
| 1963 | Ode Burrell       | Mississippi State | HB       |
| 1964 | Ernest Allen      | Utah              | QB       |
| 1965 | Tom Bryan         | Auburn            | FB       |
| 1966 | Jimmy Cox         | Miami (Florida)   | SE       |
| 1967 | Jim Donnan        | NC State          | QB       |
| 1968 | Steve Hindman     | Ole Miss          | TB       |
| 1969 | Bobby Anderson    | Colorado          | TB       |
| 1970 | Dave Abercrombie  | Tulane            | TB       |
| 1971 | Joe Ferguson      | Arkansas          | QB       |
| 1972 | Jim Stevens       | Georgia Tech      | QB       |
| 1973 | Stan Fritts       | NC State          | FB       |
| 1974 | Randy White       | Maryland          | DT       |
| 1975 | Ricky Bell        | USC               | RB       |
| 1976 | Barry Krauss      | Alabama           | LB       |
| 1977 | Matt Kupec        | North Carolina    | QB       |
| 1978 | James Wilder Sr.  | Missouri          | RB       |
| 1979 | Roch Hontas       | Tulane            | QB       |
| 1980 | Mark Herrmann     | Purdue            | QB       |
| 1981 | Eddie Myers       | Navy              | TB       |
| 1982 | Jeremiah Castille | Alabama           | DB       |
| 1983 | Doug Flutie       | Boston College    | QB       |
| 1984 | Bo Jackson        | Auburn            | RB       |
| 1985 | Cody Carlson      | Baylor            | QB       |
| 1986 | Jeff Francis      | Tennessee         | QB       |
| 1987 | Greg Thomas       | Arkansas          | QB       |
| 1988 | Dave Schnell      | Indiana           | QB       |
| 1989 | Randy Baldwin     | Ole Miss          | RB       |
| 1990 | Rob Perez         | Air Force         | QB       |

| Año        | MVP              | Equipo            | Posición |
| ---------- | ---------------- | ----------------- | -------- |
| 1991       | Rob Perez        | Air Force         | QB       |
| 1992       | Cassius Ware     | Ole Miss          | LB       |
| 1993       | Jeff Brohm       | Louisville        | QB       |
| 1994       | Johnny Johnson   | Illinois          | QB       |
| 1995       | Kwame Ellis      | Stanford          | CB       |
| 1996       | Malcolm Thomas   | Syracuse          | RB       |
| 1997       | Sherrod Gideon   | Southern Miss.    | WR       |
| 1998       | Shaun King       | Tulane            | QB       |
| 1999       | Adalius Thomas   | Southern Miss.    | DE       |
| 2000       | Cecil Sapp       | Colorado State    | RB       |
| 2001       | Dave Ragone      | Louisville        | QB       |
| 2002       | LaTarence Dunbar | TCU               | WR       |
| 2003       | Morgan Scalley   | Utah              | DB       |
| 2004       | Stefan LeFors    | Louisville        | QB       |
| 2005       | Paul Smith       | Tulsa             | QB       |
| 2006       | Blake Mitchell   | South Carolina    | QB       |
| 2007       | Derek Pegues     | Mississippi State | FS       |
| 2009       | Ventrell Jenkins | Kentucky          | DT       |
| 2010 (Ene) | Ryan Mallett     | Arkansas          | QB       |
| 2010 (Dic) | Latavius Murray  | UCF               | RB       |
| 2011       | Isaiah Pead      | Cincinnati        | RB       |
| 2012       | Trey Watts       | Tulsa             | RB       |
| 2013       | Dak Prescott     | Mississippi State | QB       |
| 2014       | Kyle Allen       | Texas A&M         | QB       |
| 2016 (Ene) | Alex Collins     | Arkansas          | RB       |
| 2016 (Dic) | Trenton Thompson | Georgia           | DT       |
| 2017       | Allen Lazard     | Iowa State        | WR       |
| 2018       | Taylor Cornelius | Oklahoma State    | QB       |
| 2019       | Malcolm Perry    | Navy              | QB       |
| 2020       | T. J. Simmons    | West Virginia     | WR       |
| 2021       | Donovan Smith    | Texas Tech        | QB       |

- Fuente:[8]: 70

 Fue MVP del equipo que perdió.

## Récords
| Equipo                             | Record, Equipo vs. Rival                                                 | Año        |
| ---------------------------------- | ------------------------------------------------------------------------ | ---------- |
| Más Puntos Anotados                | 47, Colorado vs. Alabama                                                 | 1969       |
| Más Puntos Anotados (perdedor)     | 40, Boise State vs. Louisville                                           | 2004       |
| Más Puntos en Conjunto             | 84, Louisville vs. Boise State                                           | 2004       |
| Menos Puntos Permitidos            | 0, más reciente: Utah vs. Southern Miss                                  | 2003       |
| Mayor victoria                     | 37, Mississippi State vs. Rice                                           | 2013       |
| Yardas Totales                     | 637, Missouri vs. Oklahoma State                                         | 2018       |
| Yardas Terrestres                  | 473, Colorado vs. Alabama                                                | 1969       |
| Yardas Aéreas                      | 423, Illinois vs. Alabama                                                | 1982       |
| First downs                        | 30, compartido con: Ole Miss vs. Air Force Arkansas vs. Kansas State     | 1989 2015  |
| Menos Yardas Terrestres Permitidas | –8, Penn State vs. Tulane                                                | 1979       |
| Menos Yardas Aéreas Permitidas     | 2, Ole Miss vs. Virginia Tech                                            | 1968       |
| Individual                         | Récord, Nombre, Equipo                                                   | Año        |
| Yardas Totales                     | 279, Vincent Marshall (Houston)                                          | 2006       |
| Yardas Terrestres                  | 254, Bob Anderson (Colorado)                                             | 1969       |
| Touchdowns Terrestres              | 3, más reciente: Tyhier Tyler, (Army)                                    | 2020       |
| Yardas Aéreas                      | 423, Tony Eason (Illinois)                                               | 1982       |
| Pases touchdown                    | 4, más reciente: Taylor Cornelius (Oklahoma State)                       | 2018       |
| Yardas por Recepción               | 220, Jameon Lewis (Mississippi State)                                    | 2013       |
| Recepciones de touchdown           | 3, Sherrod Gideon (Southern Miss)                                        | 1997       |
| Tackleadas, grupo                  | 19, compartido con: George Andrews (Nebraska) A. J. Klein (Iowa State)   | 1977 2012  |
| Tackleadas, solo                   | 12, Randy White (Maryland)                                               | 1974       |
| Capturas                           | 3, Trenton Thompson (Georgia)                                            | 2016 (Dic) |
| Intercepciones                     | 3, compartido con: Louis Campbell (Arkansas) Jeremiah Castille (Alabama) | 1971 1982  |
| Jugadas Largas                     | Récord, Nombre, Equipo                                                   | Año        |
| Touchdown Terrestre                | 99 yds., Terry Baker (Oregon State)                                      | 1962       |
| Pase de Touchdown                  | 89 yds., Pete Gonzalez a Jake Hoffart (Pittsburgh)                       | 1997       |
| Regreso de Kickoff                 | 99 yds., David Jones (Kentucky)                                          | 2008       |
| Regreso de Despeje                 | 79 yds., Norman Jefferson (LSU)                                          | 1985       |
| Regreso de Intercepción            | 92 yds., Andy Avalos (Boise State)                                       | 2004       |
| Regreso de Fumble                  | 74 yds., Morgan Scalley (Utah)                                           | 2003       |
| Despeje                            | 73 yds., Joey Huber (Colorado State)                                     | 2000       |
| Gol de Campo                       | 48 yds., Tyler Jones (Boise State)                                       | 2004       |

- Fuente:[8]: 73–87